# Albion (Nebraska)
Albion és una ciutat i seu del Comtat de Boone (Nebraska) als Estats Units d'Amèrica.

## Demografia
Segons el cens dels Estats Units del 2000 Albion tenia 1.797 habitants, 754 habitatges, i 465 famílies. La densitat de població era de 867,3 habitants per km².
Dels 754 habitatges en un 29,3% hi vivien nens de menys de 18 anys, en un 52,8% hi vivien parelles casades, en un 7,3% dones solteres, i en un 38,3% no eren unitats familiars. En el 35,8% dels habitatges hi vivien persones soles el 21,8% de les quals corresponia a persones de 65 anys o més que vivien soles. El nombre mitjà de persones vivint en cada habitatge era de 2,3 i el nombre mitjà de persones que vivien en cada família era de 3,01.
Per edats la població es repartia de la següent manera: un 26% tenia menys de 18 anys, un 5,4% entre 18 i 24, un 21,9% entre 25 i 44, un 20,7% de 45 a 60 i un 26% 65 anys o més.
L'edat mediana era de 43 anys. Per cada 100 dones de 18 o més anys hi havia 79 homes.
La renda mediana per habitatge era de 31.111 $ i la renda mediana per família de 42.105 $. Els homes tenien una renda mediana de 27.227 $ mentre que les dones 18.750 $. La renda per capita de la població era de 17.875 $. Aproximadament el 5,3% de les famílies i el 7,3% de la població estaven per davall del llindar de pobresa.

## Poblacions properes
El següent diagrama mostra les poblacions més properes.